# Desde Hoy (álbum)
Desde Hoy es el segundo álbum de la banda musical Duelo, fue lanzado el 1 de enero de 2003 bajo el sello de Fonovisa Records, igual que su álbum predecesor El Amor No Acaba (2002).

## Lista de canciones
| N.º   | Título                    | Duración |  |
| 1.    | «Me Volví A Enamorar»     | 03:37    |  |
| 2.    | «Un MInuto Más»           | 03:27    |  |
| 3.    | «Él No Sabe»              | 03:45    |  |
| 4.    | «Insomnio»                | 02:38    |  |
| 5.    | «Un Beso»                 | 03:12    |  |
| 6.    | «Ya No Quiero Extrañarte» | 03:49    |  |
| 7.    | «Por Amarte Tanto»        | 02:52    |  |
| 8.    | «El Eco De Tu Voz»        | 02:45    |  |
| 9.    | «Desde Hoy»               | 03:01    |  |
| 10.   | «Nada Cambiará»           | 02:53    |  |
| 11.   | «Quiero Olvidar»          | 02:48    |  |
| 12.   | «¿Dónde Está El Amor?»    | 04:11    |  |
| 39:03 |                           |          |  |

## Curiosidades
Hubo una versión del tema Por Amarte Tanto en versión balada, pero esta se quedó fuera de la producción final.
En la versión del álbum de Apple Music y discogs, hay un error en el título de la pista 11 (Quiere Olvidar), el cuál no aparece en la versión de Spotify, ni en la versión de álbum de YouTube del canal oficial.
La canción Insomnio (pista 4) fue compuesta por Luis Bernardo Saldarriaga.
La canción Ya No Quiero Extrañarte (pista 6) fue compuesta entre Oscar Iván Trevino y Méndez Reynaldo Rodriguez Jr.
La canción Por Amarte Tanto (pista 7) fue compuesta por Ramon Melendi Espina. 
La canción El Eco De Tu Voz (pista 8) fue compuesta por Anselmo Solis Robles.
La canción ¿Dónde Está El Amor? (pista 12) fue compuesta por Daniel Avila. 
El resto de las pistas fueron compuestas por Oscar Iván Treviño.